# چئونگوانسان
چئونگوانسان (به لاتین: Cheongwansan) یک کوه در کره جنوبی است که در استان جئولا جنوبی واقع شده‌است. چئونگوانسان ۷۲۳ متر بالاتر از سطح دریا واقع شده‌است.